# Jan Nevens
Jan Nevens (n. 26 de agosto de 1958) es un ciclista profesional belga que fue profesional de 1980 a 1995.

## Palmarés
1980
- Flecha de las Ardenas

1985
- 1 etapa del Clásico RCN

1986
- 1 etapa del Tour de Romandía

1988
- Tour del Mediterráneo
- 1 etapa de la Vuelta a Asturias

1991
- 1 etapa de la Vuelta a Suiza
- 1 etapa del Giro del Trentino

1992
- 1 etapa del Tour de Francia

## Resultados en las grandes vueltas
| Carrera         | 1981 | 1982 | 1983 | 1984 | 1985 | 1986 | 1987 | 1988 | 1989 | 1990 | 1991 | 1992 | 1993 | 1994 | 1995 |
| --------------- | ---- | ---- | ---- | ---- | ---- | ---- | ---- | ---- | ---- | ---- | ---- | ---- | ---- | ---- | ---- |
| Giro de Italia  | -    | -    | Ab.  | -    | -    | -    | -    | -    | -    | -    | -    | -    | -    | -    | -    |
| Tour de Francia | Ab.  | -    | -    | -    | -    | 51.º | Ab.  | 61.º | Ab.  | -    | Ab.  | 51.º | Ab.  | -    | -    |
| Vuelta a España | -    | -    | -    | -    | -    | -    | -    | -    | 78.º | -    | -    | -    | -    | -    | -    |
| Mundial en Ruta | -    | -    | -    | -    | -    | -    | 33º  | 21º  | -    | -    | -    | -    | -    | -    | -    |

-: no participa

Ab.: abandono